# Sikorsky H-5
H-5 — американский четырёхместный многоцелевой вертолёт, модернизированная версия Sikorsky R-4, с улучшенной грузоподъёмностью, повышенной надёжностью, большей максимальной скоростью и бо́льшим динамическим потолком. S-51 — гражданская модификация вертолёта. Производился компанией «Sikorsky Aero Engineering Corporation». H-5/S-51 впервые взлетел 16 февраля 1946 года. Этот вертолёт был впервые оснащён автопилотом, который значительно облегчал управление. Всего было построено 379 единиц H-5/S-51. Машина широко использовалась вооружёнными силами США и других государств.

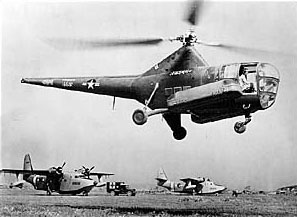
Вертолёт H-5 — на фоне два гидросамолёта Grumman SA-16 3-й спасательной эскадрильи ВВС США.

## Разработка. Конструкция вертолёта
Вертолёт H-5 (внутреннее обозначение разработчика R-5) был разработан как машина с улучшенными характеристиками (грузоподъёмность, скорость, потолок) для замены Sikorsky R-4. Был увеличен диаметр несущего винта, удлинён фюзеляж, кресла пилота и пассажира располагались тандемом, то есть одно за другим. Был установлен более мощный двигатель мощностью 450 л.с.. Первый полёт был совершён в августе 1943 года. Армия США заказала 26 машин для испытаний (под обозначением YR-5A), первые поставки начались в феврале 1945. Затем последовал заказ на сто вертолётов (модифицированных для перевозки раненых на носилках), из них было выпущено и поставлено 34 машины.
Через год, в феврале 1946, совершил первый полёт модифицированный вариант YR-5A, или S-51 с улучшенными характеристиками. Кабина была увеличена и вмещала пилота и трёх пассажиров. 11 этих машин (под обозначением R-5F) были закуплены военно-воздушными силами США, 90 (под обозначением HO3S-1) — военно-морским флотом. Вертолёты эксплуатировались в военных ведомствах США до 1957 года. В 1946 лицензированный вариант вертолёта под обозначением S-51 Dragonfly, оснащённый двигателем Alvis Leonides, начал выпускаться в Великобритании, было произведено 133 единицы.

## Боевое применение

### Корейская война
Всего в ходе войны было потеряно 52 вертолёта (9 из них с неизвестным результатом или повреждены, возможно не безвозвратно потеряны).

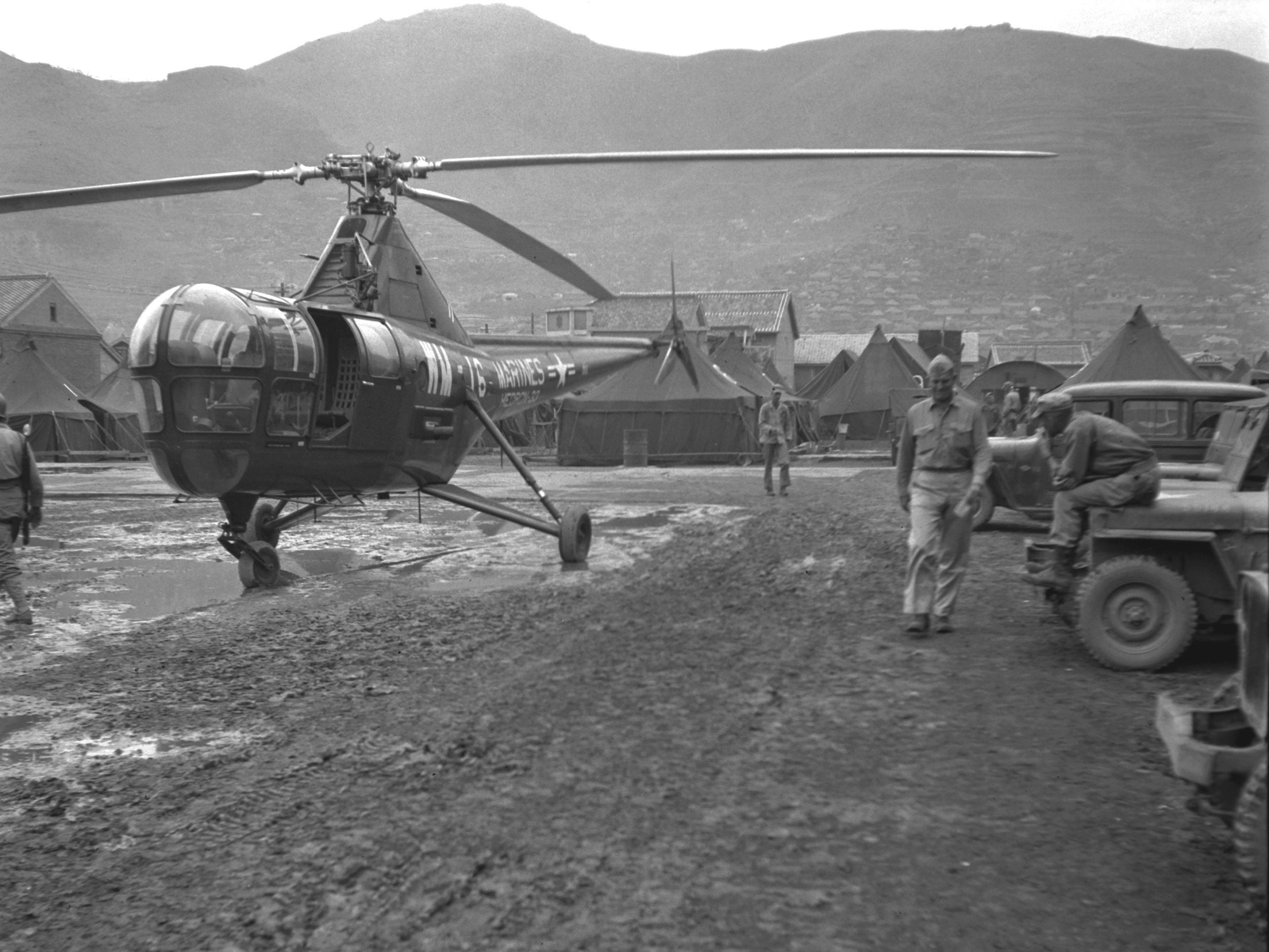
Вертолёт HO3S-1 в Инчхоне, Южная Корея, 1950 год

## Тактико-технические характеристики
Приведённые характеристики соответствуют модификации HO3S-1.
Источник данных: DEPARTMENT OF THE NAVY -- NAVAL HISTORICAL CENTER 

Технические характеристики
- Экипаж: 1 пилот
- Пассажировместимость: 3 пассажира
- Длина: 17,39 м
- Диаметр несущего винта: 14,63 м
- Диаметр рулевого винта: 2,565 м
- Высота: 3,86 м
- Площадь, ометаемая несущим винтом: 168,2 м²
- Профиль крыла: NACA.0012 (лопасть несущего винта)
- База шасси: 3,07 м
- Колея шасси: 3,66 м
- Масса пустого: 1 718 кг
- Масса снаряжённого: 1 853 кг
- Максимальная взлётная масса: 2 261 кг
- Объём топливных баков: 378,5 л
- Масса топлива во внутренних баках: 272,2 кг
- Силовая установка: 1 × поршневый Pratt & Whitney R-985-AN-5
- Мощность двигателей: 1 × 450 л.с. (1 × 331 кВт (взлётная))

Лётные характеристики
- Максимальная скорость:  
  - у земли: 167 км/ч
  - на высоте 1 143 м: 174 км/ч
- Крейсерская скорость: 130 км/ч
- Практическая дальность: 441 км (с полным запасом топлива и 2 пассажирами)
- Перегоночная дальность: 674 км (с дополнительным баком со 136 кг топлива и без пассажиров)
- Практический потолок: 4 511 м
- Статический потолок: 1 615 м
- Скороподъёмность: 6,3 м/с
- Нагрузка на диск: 13,43 кг/м² (при максимальной взлётной массе)
- Тяговооружённость: 146 Вт/кг (при максимальной взлётной массе)